# Quality assurance
Quality assurance (česky zajištění jakosti, zkráceně QA) se týká obecně všech procesů od návrhu, vývoje, nasazení, údržby až po dokumentaci produktu. Cílem této aktivity je dohlédnout, že produkt je vytvářen tak, že jeho jednotlivé části budou mít odpovídající kvalitu, která byla určena. Původní anglický termín se odkazuje už na předcházení chybám. Jako součást QA lze označit i řízení jakosti (QC, quality control), především pak výstupní kontrola.
Často se lze s tímto pojmem setkat v softwarovém inženýrství, kde do pojmu Software Quality Assurance (SW QA) spadá plánování procesů a jejich zlepšení. Někdy je chybně zaměňováno QA (zajištění jakosti) za QC (řízení jakosti). Jednoduché pravidlo je, že QA se zabývá procesem, nikoli výstupním produktem. Tím se naopak zabývá QC. Cílem QA je dělat správnou věc správně, zatímco cílem QC je ověřit, že výsledek je takový, jaký měl být.